# Der Tanz des Kriegers
Der Tanz des Kriegers ist ein Western-Roman des US-amerikanischen Schriftstellers Michael Blake. Er erschien auf Englisch erstmals 2001 unter dem Originaltitel The Holy Road und ist die Fortsetzung von Blakes Roman Der mit dem Wolf tanzt, der 1990 durch Kevin Costner gleichnamig und mit großem kommerziellen Erfolg verfilmt worden war. Spätestens seit 2007 gibt es Planungen zur Verfilmung auch dieses Romans.

## Handlung
Der Roman spielt im Jahr 1874, elf Jahre nach Der mit dem Wolf tanzt. John Dunbar alias Der mit dem Wolf tanzt ist unter den Comanchen als Krieger anerkannt und hat mit seiner Frau Steht mit einer Faust mittlerweile drei Kinder. Es geht um die Entführung seiner Frau und eines seiner Kinder durch weiße Ranger sowie um das Vorhaben der Indianer, den US-Präsidenten in Washington, D.C. zu Friedensgesprächen zu treffen.

## Rezeption
Publishers Weekly urteilte 2001, dass Figuren, die aus dem Vorgängerroman bekannt sind und hier in bedeutsameren Rollen wieder erscheinen, das Buch zu einem stärkeren historischen Roman mit einer viel breiteren Spannweite machten. Blakes Fähigkeit zum Hervorrufen von Traurigkeit, Freude, Action und Emotionen sei so stark wie immer.

## Ausgaben
- Englisch
  - Taschenbuch: Villard Books 2001, ISBN 0-679-44866-7
  - Hörbuch: New Millennium 2001, gelesen von Bruce Boxleitner
- Deutsch: Lübbe 2003, ISBN 3-404-15059-7

## Planungen für Verfilmung
Ungefähr 2007 plante der australische Regisseur Simon Wincer, den Roman zu verfilmen. Als Hauptdarsteller und damit als Ersatz für Kevin Costner stand Viggo Mortensen fest, wichtige Nebendarsteller sollten ihre Rollen, die sie in Der mit dem Wolf tanzt gespielt hatten, wieder aufnehmen. Der Beginn der Dreharbeiten war für 2009 geplant. Bislang ist allerdings kein Film erschienen (Stand: Oktober 2018). Späteren Pressemeldungen entsprechend habe sich Daniel Ostroff, Manager von Michael Blake, 2014 die Rechte an der Verfilmung von The Holy Road gesichert.